# 리지 캐플런
리지 캐플런(Lizzy Caplan, 1982년 6월 30일 ~ )은 미국의 배우 및 모델이다. 《퀸카로 살아남는 법》과 《클로버필드》에 출연하여 많은 관심을 얻기 시작했고, 후자의 작품으로 새턴상 여우조연상 후보에 오르기도 했다. 《클래스》, 《트루 블러드》, 《파티 다운》 등의 텔레비전 드라마에도 출연했다. 쇼타임의 드라마 《마스터스 오브 섹스》에서 버지니아 존슨 역으로 출연했고, 이 작품으로 프라임타임 에미상, 새틀라이트상, 크리틱스 초이스 텔레비전상 등에서 드라마 부문 여우주연상 후보로 지명됐다.
다른 영화 출연 작품으로는 《온천탕 타임머신》 (2010), 《127 시간》 (2010), 《배철러레트》 (2012), 《디 인터뷰》 (2014), 《나우 유 씨 미 2》 (2016), 《얼라이드》 (2016)가 있다.

## 어린 시절
엘리자베스 앤 캐플런은 1982년 6월 30일 캘리포니아주 로스엔젤레스에서 태어나 로스앤젤레스의 미라클마일 구역에서 자랐다. 그녀의 집안 개혁 유대교이다. 그녀의 아버지 리처드 캐플런은 변호사이고 어머니 버버라 (처녀때 성 브랙먼)는 정치 보좌관이였다. 그녀는 오빠 벤저민, 언니 줄리가 있는 삼남매 중 막내이다. 그녀의 어머니는 캐플런이 13살일 때 병으로 사망했다. 그녀의 외삼촌은 퍼블리스트 하워드 브랙먼이다. 캐플런은 알렉산더 해밀턴 고등학교를 다녔으며, 음악 학부 학생이였다. 처음에는 피아노 연주에 집중을 하다가, 나중에는 연극 활동을 하기로 결정했다. 그녀는 또한 학교 축구팀에 속하기도 했다. 2000년에 고등학교를 졸업했지만 대학교에 진학하지 않았는데 연기 활동에 집중 하기를 원했기 때문이였다.

## 경력

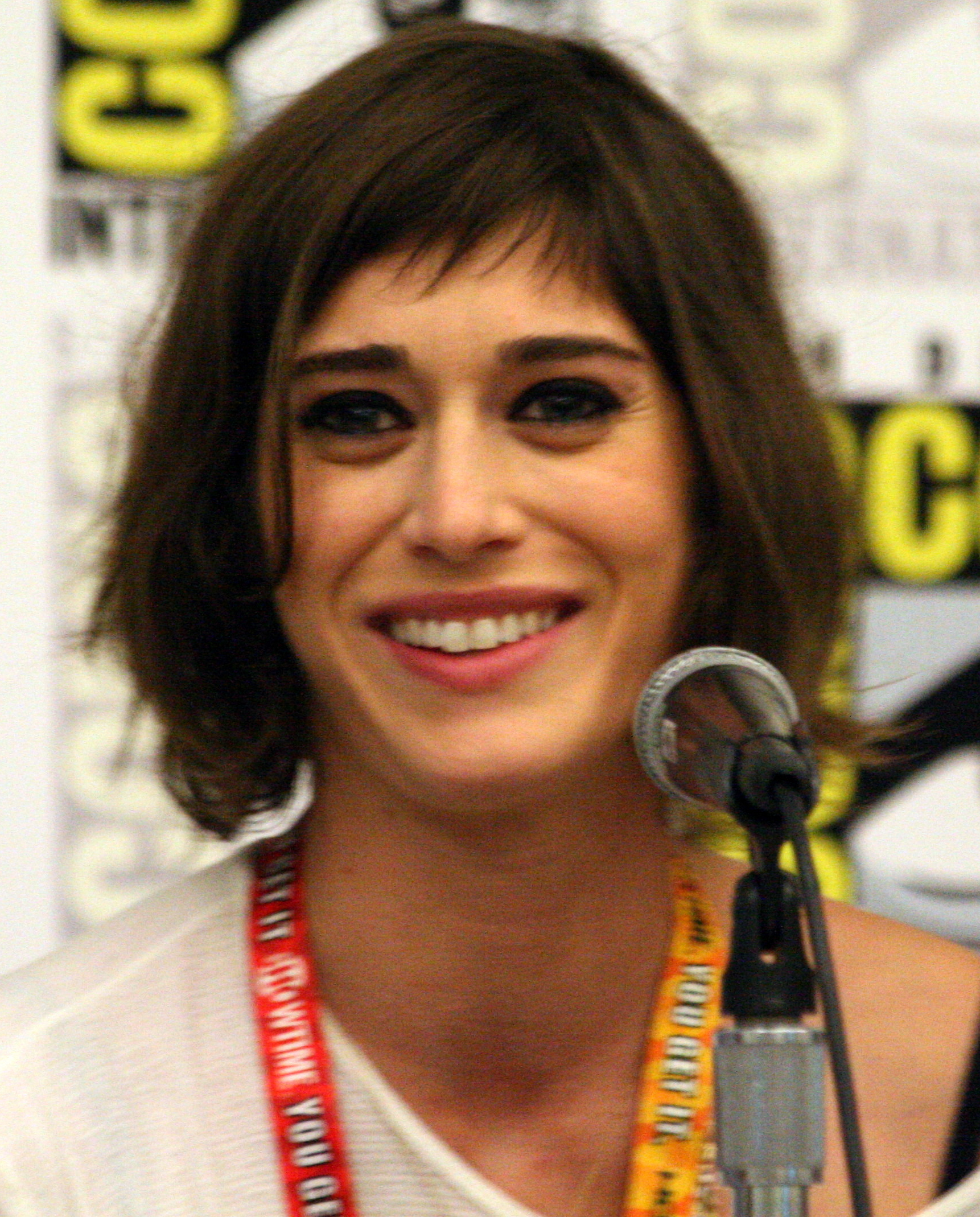
2012년 샌디에고 코믹콘에서 《세이브 더 데이트》 홍보중인 캐플런.

캐플런은 비평적으로 호평을 받은 드라마 《프릭스 앤 긱스》에서 세라라는 소녀를 처음으로 연기하며 1999년에 연기 경력을 시작했다. 그녀의 연기력으로 인하여 그녀가 맡은 배역은 제이슨 시걸의 배역의 여자친구가 되었다. 그녀는 여러 방송에 카메오 출연을 했고, 제이슨 므라즈의 뮤직 비디오 "You and I Both"에 등장했다. 2000년에 그녀는 곧장 공개되자마자 텔레비전으로 직행한 그녀의 첫 영화 《From Where I Sit》에 출연했다. 2001년, 그녀는 《스몰빌》의 에피소드 중 티나 그리어 역을 연기했고, 2003년에 같은 역으로 재출연했다. 그녀는 ABC 드라마 《원스 앤드 어게인》에 두 편 출연했다. 2003년, 그녀는 페이스 피츠 역을 연기하며, 텔레비전 드라마 《더 피츠》에 출연했다. 그녀는 2004년 영화 《퀸카로 살아남는 법》에서 재니스 랜을 연기하며 넓은 인지도를 얻었다. 그녀는 《트루 콜링》의 두번째 시즌에서 에버리 비숍 역을 연기했다.
2005년, 캐플런은 The WB의 한 시간 짜리 코미디 드라마 《릴레이티드》에서 불량한 자매 마지 소렐리를 연기했으며, 해당 드라마는 한 시즌만에 캔슬됐다. 2006년 그녀는 스릴러 영화 《러브 이즈 더 드러그》에서 세라 웰러 역으로 출연했고 버라이어티가 선정한 지켜봐야할 배우 10인 중 한 명에 선정됐다. 《릴레이티드》가 끝난 후 , 캐플런은 CBS의 드라마 《클래스》에 캐스팅되었으며, 그 드라마는 2006년 9월에 처음 방영하여 한 시즌 동안 방영했다. 그녀는 20년 뒤에 재회한 초등학교 동창 친구 캣 워블러 역을 연기했다.
2008년에 캐플런은 영화 《클로버필드》에서 멀레나 다이아몬드 역을 연기했고 새턴상 여우조연상 후보에 지명됐다. 그녀는 또한 로맨스 코미디 영화 《마이 베프 걸》에도 출연했다. 그 해 시간이 흘러 그녀는 HBO 뱀파이어 드라마 《트루 블러드》에서 에이미 벌리 역으로 게스트 출연했다. 그녀는 2007년에 방영한 《더 피츠》의 애니메이션 기획작에서 페이스 피트의 성우를 했다. 그녀는 또한 비평적으로 극찬받은 스타즈의 앙상블 코미디 드라마 《파티 다운》에 출연했고, 부업으로 음식점 종업원 일을 하는 어려움을 겪고 있는 희극인 역을 연기했다. 2010년에 그녀는 《127 시간》에 출연했다.
2012년 초에 캐플런은 선댄스 영화제에서 《세이브 더 데이트》, 《배철러래트》 등 두 영화를 첫 선보였다. 2012년에 또한 그녀는 폭스의 시트콤 《뉴 걸》의 몇몇 방영분에 줄리아 역으로 출연했다.
그녀는 2014년 영화 《디 인터뷰》에서 요원 레이시 역을 연기했다.

### 《마스터스 오브 섹스》 (2013년-2016년)
2013년, 그녀는 쇼타임의 드라마 《마스터스 오브 섹스》에서 1960년대 인간의 성 개척자 버지니아 존슨 역을 연기하기 시작했다. 캐플런은 또한 《마스터스 오브 섹스》 에피소드 중 "Phallic Victories"편에서 "You Don't Know Me" 커버 버전에 직접 보컬 역을 맡았다. 그 드라마에서 보인 그녀의 연기력은 좋은 평가를 받았고, 2014년 7월 10일에 그녀는 프라임타임 에미상 드라마 부문 여우주연상 후보에 올랐다.
캐플런은 《마스터스 오브 섹스》 제작진이 그녀의 공동 출연자 마이클 신이 윌리엄 H. 마스터스와 계약하기 이전에 버지니아 존슨 역에 캐스팅되었는데 신이 다른 작품에서 일하고 있어 바빴기 때문이였다. 제작자 세라 팀버먼은 캐플런에 대해 “리지를 만났던 그때 우리는 그녀가 바로 버지니아 존슨의 정신과 딱 들어맞는다고 생각했었다”라고 말했다. 캐플런은 존슨의 많은 특징 중에 가족보다는 직업을 추구하는 독신 여성인점을 공감했다고 말했다. 그녀는 공식적으로 계약하기 이전 몇달 전에 제작자를 만났고, 이 기간에 들어온 다른 배역들을 거절했다.
버지니아 존슨은 윌리엄 H. 마스터스와 함께 연구를 하며, 1950년대 말에 그들은 인간의 성적 반응과 성기능 장애의 발생 연구를 마쳤다. 이 등장인물들에 대해 배우기 위하여, 이 배역들을 연구하는 캐플런과 다른 출연진들은 토머스 메이어의 2009년 일대기 《마스터스 오브 섹스》를 읽었다. 작가는 또한 캐플런에게 존슨과 자신이 인터뷰를 한 테이프의 일부를 듣게 해주었다. 캐플런 역시도 2013년 존슨이 사망하기 이전에 그녀와 시간을 보내려했지만, 존슨은 이 드라마의 기획에 대해서 애매모호한 심정이였다. 캐플런이 실존 인물을 처음으로 연기하는 거였고 그녀도 이점에 대해 존슨에게 “깊은 책임감”을 느꼈다고 인터뷰에서 언급하였지만, 그녀는 일부 다른 점이 있었기 때문에 대부분의 사람들은 존슨과 닮거나 그녀처럼 들린다고 생각하는 이들이 없었다. 메이어는 드라마의 기획자들이 그의 책에 대해 거의 정확하게 했고 드라마가 촬영됐고 마스터스와 존슨이 거주했던 세인트루이스와 역사적으로 관련된 사건들을 포함시켰다고 말했다. 캐플런은 《마스터스 오브 섹스》의 많은 섹스신들에 익숙해지는 것에 대해 논의를 했다.
미국의 성학자 버지니아 존슨에 대한 캐플런의 연기는 그녀에게 첫 진지한 드라마 배역이였고, 프라임타임 에미상, 새틀라이트상, 크리틱스 초이스 텔레비전상들의 여우주연상 후보에 오르는 결과를 낳았다.

## 개인사
캐플런은 2006년부터 2012년까지 배우 매슈 페리와 교제했다. 캐플런은 2016녀년 5월 뉴욕에서 잉글랜드 출신 배우 톰 라일리와 약혼식을 가졌다. 그들은 캐플런이 런던에서 촬영중이던 2015년 1월에 만났고, 2016년 2월 프라하의 오페라 볼에서 커플로서 레드 카펫 데뷔를 했다. 이 커플은 2017년 9월에 결혼했다.

## 작품 목록

### 영화
| 연도 | 제목                             | 원제                              | 배역              | 참고   |
| ---- | -------------------------------- | --------------------------------- | ----------------- | ------ |
| 2002 | 오렌지 카운티                    | Orange County                     | 파티 여자         |        |
| 2003 | 하드코어 액션 뉴스               | Hardcore Action News              | 리지 라이언스     | 단편   |
| 2004 | 퀸카로 살아남는 법               | Mean Girls                        | 재니스 이언       |        |
| 2006 | 러브 이즈 더 드러그              | Love Is the Drug                  | 세라 웰러         |        |
| 2007 | 크래싱                           | Crashing                          | 재클린            |        |
| 2008 | 클로버필드                       | Cloverfield                       | 말리나 다이아몬드 |        |
| 2008 | 마이 베프 걸                     | My Best Friend's Girl             | 아미              |        |
| 2009 | 크로싱 오버                      | Crossing Over                     | 말라              |        |
| 2010 | 성공적인 알코올 중독자들         | Successful Alcoholics             | 린지              | 단편   |
| 2010 | 온천탕 타임머신                  | Hot Tub Time Machine              | 에이프릴 드레넌   |        |
| 2010 | 라스트 라이츠 오프 랜섬 프라이드 | The Last Rites of Ransom Pride    | 줄리엣 플라워스   |        |
| 2010 | 127 시간                         | 127 Hours                         | 소니아 랠스턴     |        |
| 2011 | 하이 로드                        | High Road                         | 실라              |        |
| 2012 | 세이브 더 데이트                 | Save the Date                     | 세라              |        |
| 2012 | 배철러레트                       | Bachelorette                      | 지나 마이어스     |        |
| 2012 | 프랭키 고 붐                     | 3, 2, 1... Frankie Go Boom        | 래시              |        |
| 2012 | 퀸즈 오브 컨츄리                 | Queens of Country                 | 졸린 길리스       |        |
| 2012 | 아이템 47                        | Item 47                           | 클레어 와이스     | 단편   |
| 2014 | 디 인터뷰                        | The Interview                     | 레이시 요원       |        |
| 2015 | 더 나이트 비포                   | The Night Before                  | 다이애나          |        |
| 2016 | 나우 유 씨 미 2                  | Now You See Me 2                  | 룰라 메이         |        |
| 2016 | 얼라이드                         | Allied                            | 브리짓 바탄       |        |
| 2017 | 더 디제스터 아티스트             | The Disaster Artist               | 본인              | 카메오 |
| 2018 | 익스팅션: 종의 구원자            | Extinction                        | 앨리스            |        |
| 2022 | 모두가 싫어하는 결혼식 민폐 하객 | The People We Hate at the Wedding | 머리사            |        |
| 2023 | 노크: 더 하우스                  | Cobweb                            | 캐럴              |        |

### TV 드라마
| 연도      | 제목                       | 원제                    | 배역                        | 참고                                                              |
| --------- | -------------------------- | ----------------------- | --------------------------- | ----------------------------------------------------------------- |
| 1999-2000 | 프릭스 앤 긱스             | Freaks and Geeks        | 세라                        | 4회분 출연                                                        |
| 2000      | 내가 앉은 곳에서           | From Where I Sit        | 릴리                        | TV 영화                                                           |
| 2001      | 언디클리어드               | Undeclared              | 미녀                        | "Prototype"                                                       |
| 2001–2003 | 스몰빌                     | Smallville              | 티나 그리어                 | 2회분 출연                                                        |
| 2001      | 원스 앤 어게인             | Once and Again          | 세라                        | "Tough Love"                                                      |
| 2002      | 다들 그렇게 해             | Everybody's Doing It    | 앤절라                      | TV 영화                                                           |
| 2003      | 더 피츠                    | The Pitts               | 페이스 피트                 | 7회분 출연                                                        |
| 2005      | 트루 콜링                  | Tru Calling             | 에이버리 비숍               | 4회분 출연                                                        |
| 2005-06   | 릴레이티드                 | Related                 | 마리 소렐리                 | 18회분 출연                                                       |
| 2006      | 패밀리 가이                | Family Guy              | 쿼그마이어와 싸우는 여자    | 애니메이션; "Chick Cancer" 에피소드                               |
| 2006-09   | 아메리칸 대드!             | American Dad!           | 데비                        | 애니메이션; 4회분 출연                                            |
| 2006-07   | 클래스                     | The Class               | 캣 워블러                   | 19회분 출연                                                       |
| 2008      | 트루 블러드                | True Blood              | 에이미 벌리                 | 6회분 출연                                                        |
| 2008      | 팀의 삶과 시대             | The Life & Times of Tim | 단역                        | 애니메이션; "Insurmountable High Score/Tim vs. the Baby" 에피소드 |
| 2009-10   | 파티 다운                  | Party Down'             | 케이시 클라인               | 20회분 출연                                                       |
| 2010-11   | 칠드런스 호스피털          | Childrens Hospital      | 하모니 / 케이시 클라인      | 2회분 출연                                                        |
| 2011      | 더 클리브랜드 쇼           | The Cleveland Show      | 패티 도너                   | 애니메이션; "The Essence of Cleveland" 에피소드                   |
| 2011      | 미스터 선샤인              | Mr. Sunshine            | 비비언 코넬리               | "Ben and Vivian" 에피소드                                         |
| 2011      | 웨이니 데이스              | Wainy Days              | 에리엘                      | "Kelly and Arielle – Part 2" 에피소드                             |
| 2012      | 뉴 걸                      | New Girl                | 줄리아 클리어리             | 4회분 출연                                                        |
| 2013      | 뉴스리더스                 | Newsreaders             | 애니아 터포                 | "Hedge Fun" 에피소드                                              |
| 2013-16   | 마스터스 오브 섹스         | Masters of Sex          | 버지니아 E. 존슨            | 주연; 제작                                                        |
| 2013-14   | 더 리그                    | The League              | 리베카 럭신                 | 3회분 출연                                                        |
| 2014      | 크롤 쇼                    | Kroll Show              | Signing Bonus Contestant #1 | "Krolling Around with Nick Klown" 에피소드                        |
| 2014      | 코미디 뱅! 뱅!             | Comedy Bang! Bang!      | 본인                        | "Lizzy Caplan Wears All Black & Powder Blue Espadrilles" 에피소드 |
| 2017      | 심슨 가족                  | The Simpsons            | 버지니아 존슨               | 애니메이션; "Kamp Krustier" 에피소드                              |
| 2017      | 앤지 트리베카              | Angie Tribeca           | 디어드리                    | "If You See Something, Solve Something" 에피소드                  |
| 2017      | 나쁜 행동                  | Ill Behaviour           | 나디아                      | 3회분 출연                                                        |
| 2017      | 미안해                     | I'm Sorry               | 제시카                      | "Too Slow" 에피소드                                               |
| 2018      | 특전 유보트                | Das Boot                | 칼라 먼로                   | 주연                                                              |
| 2019      | 캐슬록                     | Castle Rock             | 애니 윌크스                 | 주연                                                              |
| 2019-20   | 트루스 비 톨드             | Truth Be Told           | 조시 버먼                   | 주연                                                              |
| 2021-22   | 은밀한 회사원              | Inside Job              | 레이건 리들리               | 애니메이션; 주연                                                  |
| 2022      | 사랑 이후의 부부, 플라이시 | Fleishman Is in Trouble | 리비 엡스틴                 | 미니시리즈                                                        |
| 2023      | 위험한 정사                | Fatal Attraction        | 앨릭스 포리스트             | 주연                                                              |
| 2025      | 제로 데이                  | Zero Day                | 알렉산드라 멀런             | 주연                                                              |

## 수상 및 후보
| 연도 | 시상식                     | 부문                            | 작품               | 결과 |
| ---- | -------------------------- | ------------------------------- | ------------------ | ---- |
| 2007 | 새턴상                     | 여우조연상                      | 클로버필드         | 후보 |
| 2010 | 틴 초이스 어워드           | 코미디 부문 여우주연상          | 온천탕 타임머신    | 후보 |
| 2014 | 크리틱스 초이스 텔레비전상 | 드라마 부문 여우주연상          | 마스터스 오브 섹스 | 후보 |
| 2014 | 프라임타임 에미상          | 드라마 부문 여우주연상          | 마스터스 오브 섹스 | 후보 |
| 2014 | 새틀라이트상               | 텔레비전 드라마 부문 여우주연상 | 마스터스 오브 섹스 | 후보 |
| 2015 | 새틀라이트상               | 텔레비전 드라마 부문 여우주연상 | 마스터스 오브 섹스 | 후보 |
| 2016 | 틴 초이스 어워드           | 초이스 섬머 무비 스타: 여배우   | 나우 유 씨 미 2    | 후보 |